# 1272
سنة 1272 كانت سنة كبيسة تبدأ يوم الجمعة (الرابط يظهر نموذج التقويم الكامل للسنة) من التقويم اليولياني.

## مواليد
- العادل بدر الدين سلامش

## وفيات
- ستيفن الخامس ملك المجر
- هرمان الدلماطي مترجم إسباني
- هنري الثالث ملك إنجلترا
- هيو الرابع، دوق بورغندي دوق بورغندي
- ياروسلاف الثالث